# Top Pop Catalog Albums
Top Pop Catalog Albums — еженедельный хит-парад, издаваемый журналом Billboard, включающий в себя 50 музыкальных альбомов, изданных более 18 месяцев назад от момента выхода чарта, ранжированных по количеству продаж.
Альбом может относиться к любому жанру. Для того, чтобы находиться в чарте он должен быть издан не менее чем 18 месяцев назад с момента публикации чарта и находится ниже 100 места чарта Billboard 200. Top Pop Catalog Albums также может включать переиздания старых альбомов.
Отличием чарта Top Pop Catalog Albums является подсчёт количества недель в чарте: в число недель входит время, проведённое и в других чартах Billboard (например, Billboard 200). Рекорд по нахождению в чартах (Billboard 200 и Top Pop Catalog Albums) принадлежит альбому группы Pink Floyd The Dark Side of the Moon, который находился, в целом, в альбомных чартах 1600 недель (более 31 года).
11 июля 2009 года впервые в истории чартов альбом, выпущенный более 18 месяцев назад, превысил по количеству продаж текущего лидера Billboard 200. Три альбома Майкла Джексона (Number Ones, The Essential Michael Jackson и Thriller) заняли соответственно 1-3 места в Top Pop Catalog Albums и Billboard Comprehensive Albums в первую неделю после смерти Джексона. Кроме того, первые 9 мест чарта Top Pop Catalog Albums заняли альбомы Джексонов, включая сборник хитов The Jackson 5.